# Message from the Country
Albums de The Move
Looking On
(1970)
Message from the Country est le quatrième et dernier album du groupe de rock britannique The Move, sorti le 8 octobre 1971. Il est enregistré en même temps que The Electric Light Orchestra, premier album du groupe du même nom, composé des mêmes musiciens : Roy Wood, Jeff Lynne et Bev Bevan. Après Message from the Country, tous trois décident d'abandonner The Move et de se concentrer sur leur nouveau groupe.

## Titres
| 1. | Message from the Country | Jeff Lynne | 4:45 |
| 2. | Ella James               | Roy Wood   | 3:11 |
| 3. | No Time                  | Jeff Lynne | 3:38 |
| 4. | Don't Mess Me Up         | Bev Bevan  | 3:07 |
| 5. | Until Your Mama's Gone   | Roy Wood   | 5:03 |

| 6.  | It Wasn't My Idea to Dance | Roy Wood             | 5:28 |
| 7.  | The Minister               | Jeff Lynne           | 4:27 |
| 8.  | Ben Crawley Steel Company  | Roy Wood             | 3:02 |
| 9.  | The Words of Aaron         | Jeff Lynne           | 5:25 |
| 10. | My Marge                   | Jeff Lynne, Roy Wood | 1:59 |

La réédition de 2005 de Message from the Country comprend neuf titres supplémentaires.
| 11. | Tonight                                       | Roy Wood             | 3:15 |
| 12. | Chinatown                                     | Roy Wood             | 3:06 |
| 13. | Down on the Bay                               | Jeff Lynne           | 4:14 |
| 14. | Do Ya                                         | Jeff Lynne           | 4:03 |
| 15. | California Man                                | Roy Wood             | 3:35 |
| 16. | Don't Mess Me Up (version alternative)        | Bev Bevan            | 3:18 |
| 17. | The Words of Aaron (version alternative)      | Jeff Lynne           | 6:03 |
| 18. | Do Ya (version alternative)                   | Jeff Lynne           | 4:42 |
| 19. | My Marge (version alternative, morceau caché) | Jeff Lynne, Roy Wood | 2:18 |

## Musiciens
- Roy Wood : chant, chœurs, guitares, basse, clarinette, saxophones, basson
- Jeff Lynne : chant, chœurs, guitares, piano, percussions
- Bev Bevan : batterie, chœurs, chant sur Don't Mess Me Up et Ben Crawley Steel Company
- Rick Price : basse (effacée et réenregistrée par Wood)